# Biserica Tăierea Capului Sfântului Ioan Botezătorul din Vaslui
Biserica "Tăierea Capului Sfântului Ioan Botezătorul" din Vaslui, cunoscută și ca Biserica Domnească din Vaslui, este o biserică ortodoxă ctitorită de domnitorul Ștefan cel Mare (1457-1504) în anul 1490, la Vaslui. Ea a avut rolul de paraclis al Curții Domnești din Vaslui. Avariată de cutremure, a fost reconstruită din temelie în anul 1820. Biserica se află situată în centrul orașului, pe str. Ștefan cel Mare nr. 58. 
Biserica "Tăierea Capului Sf. Ioan Botezătorul” (Biserica Domnească) din Vaslui a fost inclusă pe Lista monumentelor istorice din anul 2015 din județul Vaslui la numărul 167, având codul de clasificare  VS-II-m-A-06708. 

## Istoric

### Ctitorirea bisericii

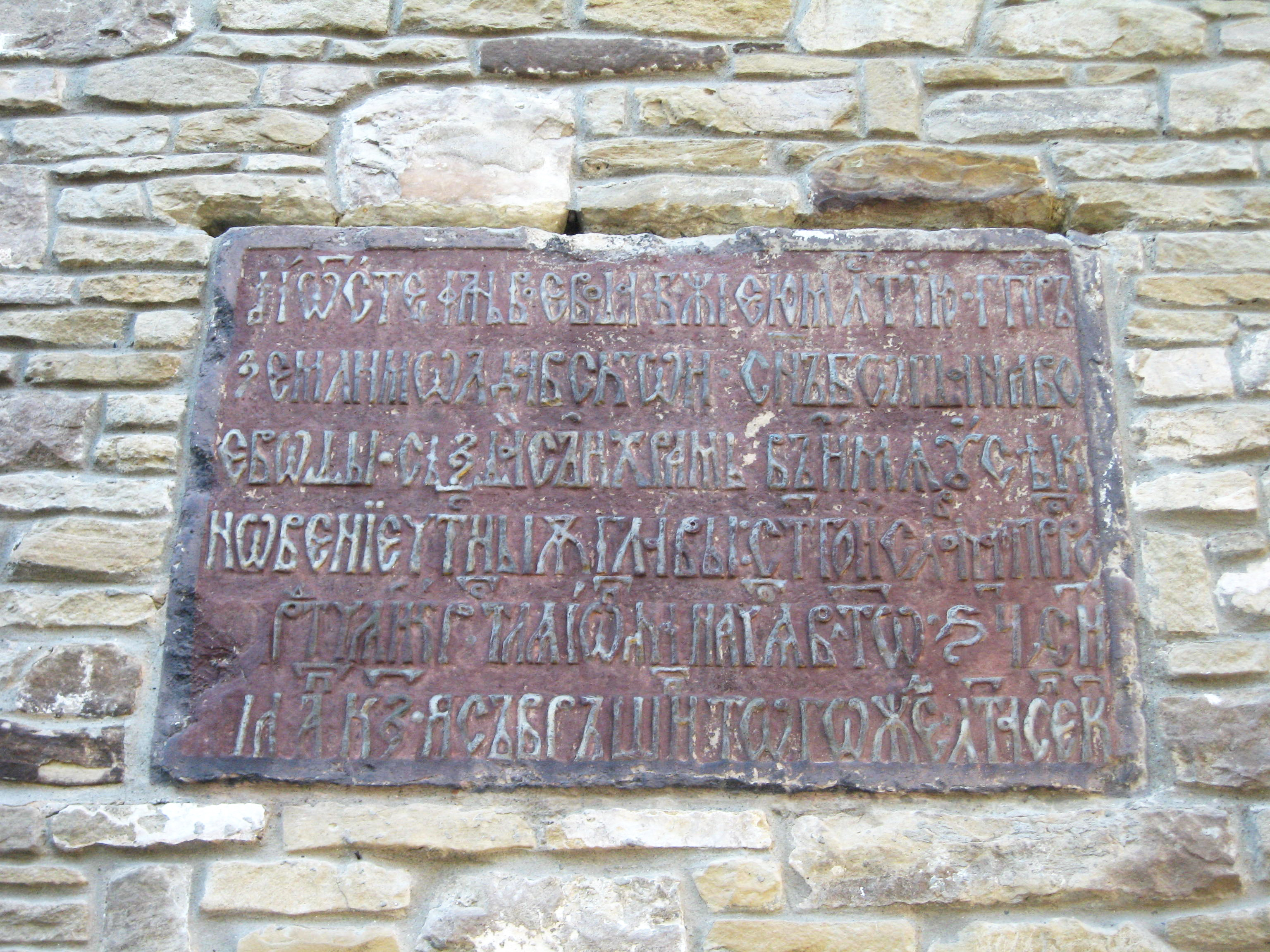
Pisania pusă de Ștefan cel Mare

Biserica "Sf. Ioan" din Vaslui a fost ctitorită de Ștefan cel Mare (1457-1504) în cadrul Curții domnești din Vaslui, pentru a servi ca paraclis al curții. Ea se încadrează în rândul bisericilor orășenești construite de voievodul moldovean, alături de Biserica Precista din Bacău, Biserica Sfântul Nicolae Domnesc din Iași, Biserica Sfântul Ioan din Piatra Neamț, Biserica Sfântul Gheorghe din Hârlău și Biserica Sfântul Nicolae-Popăuți din Botoșani. Aceste biserici orășenești făceau parte din ansamblul curților domnești existente în acele localități. În timp, Curtea domnească din Vaslui s-a risipit, rămânând din complexul curții domnești doar biserica.
O lungă perioadă de timp s-a crezut că această biserică a fost construită după Bătălia de la Podu Înalt din 10 ianuarie 1475, când oștile moldovenești ale lui Ștefan cel Mare le-au înfrânt pe cele turcești. Această confuzie a plecat de la letopisețul lui Grigore Ureche, în care cronicarul sus-menționat a scris următoarele: "Și într-acéia laudă și bucurie au ziditu bisérica în târgu în Vasluiu, dându laudă lui Dumnezeu de biruință ce a făcut." , iar Misail Călugărul a completat că "Mărgândŭ Ștefan vodă cu oștile pre apa Bârladului în sus, atuncea plăcându-i locul intre Bârlad și intre apa Vasluiului și într-aceia laudă și bucurie de izbândă cu năroc ce au biruit pre turci și pre munténi, au început a zidi bisérica sveti Ioan Predioice, în târgŭ în Vasluiu, dând laudă lui Dumnedzău de biruință ce au făcut, și pre urmă case domnești, cum să cunoscŭ și păn' într-acéște vremi. Și odihnindŭ Ștefan vodă acolo cu oștile sale și râvnindŭ cu nevoință a să zidi biséreca și alte lucruri ce arată că au făcut mai pre urmă.". 
În anul 1882, Teodor Burada a descoperit pisania bisericii și a publicat pentru prima dată traducerea inscripției.  Pisania bisericii s-a păstrat pe zidul vestic al edificiului, într-un chenar, având o inscripție în limba slavonă care relatează că acest lăcaș de cult a fost construit în mai puțin de cinci luni (27 aprilie - 20 septembrie 1490). Textul inscripției este următorul: "Io Ștefan Voievod, cu mila lui Dumnezeu Domn al Țării Moldovei, fiul lui Bogdan Voevod, a zidit acest hram cu numele Tăierii cinstitului cap al sfântului și slăvitului prooroc, înainte mergător și botezător Ioan. S-a început în anul 6998 luna aprilie 27 și s-a săvârșit în același an, septembrie 20". 
Istoricul Gheorghe Ghibănescu a emis în 1926 ipoteza că această biserică ar fi fost construită pe locul unei alte biserici mai vechi, din lemn. El se bazează pe descoperirea unui mormânt foarte vechi, care nu este paralel cu zidul bisericii și pe care îl atribuie lui Iurg Coriatovici, despre care unii cronicari polonezi afirmă că ar fi domnit în Moldova. În mormânt s-au descoperit un schelet, fragmente dintr-o haină domnească, cuie și resturi putrezite ale unui sicriu de lemn. Ghibănescu afirmă următoarele: "În adevăr la 1575 Biserica Sf. Ioan din Vaslui era din piatră, zidită de Ștefan cel Mare în 1490; dar se vede că, mai înainte, fusese o alta de lemn, după mormintele aflate acum în interiorul bisericii, din care unul foarte vechi, anterior zidirii bisericii de piatră, cum reiese din poziția mormântului așezat nu paralel cu zidul actual, ci cu vechiul perete al bisericii de lemn, care avea direcția răsăritului de iarnă".  Cercetările arheologice ulterioare au scos la iveală alte două temelii de bisericuțe, pe lângă actuala biserică. 

### Avarieri și refaceri

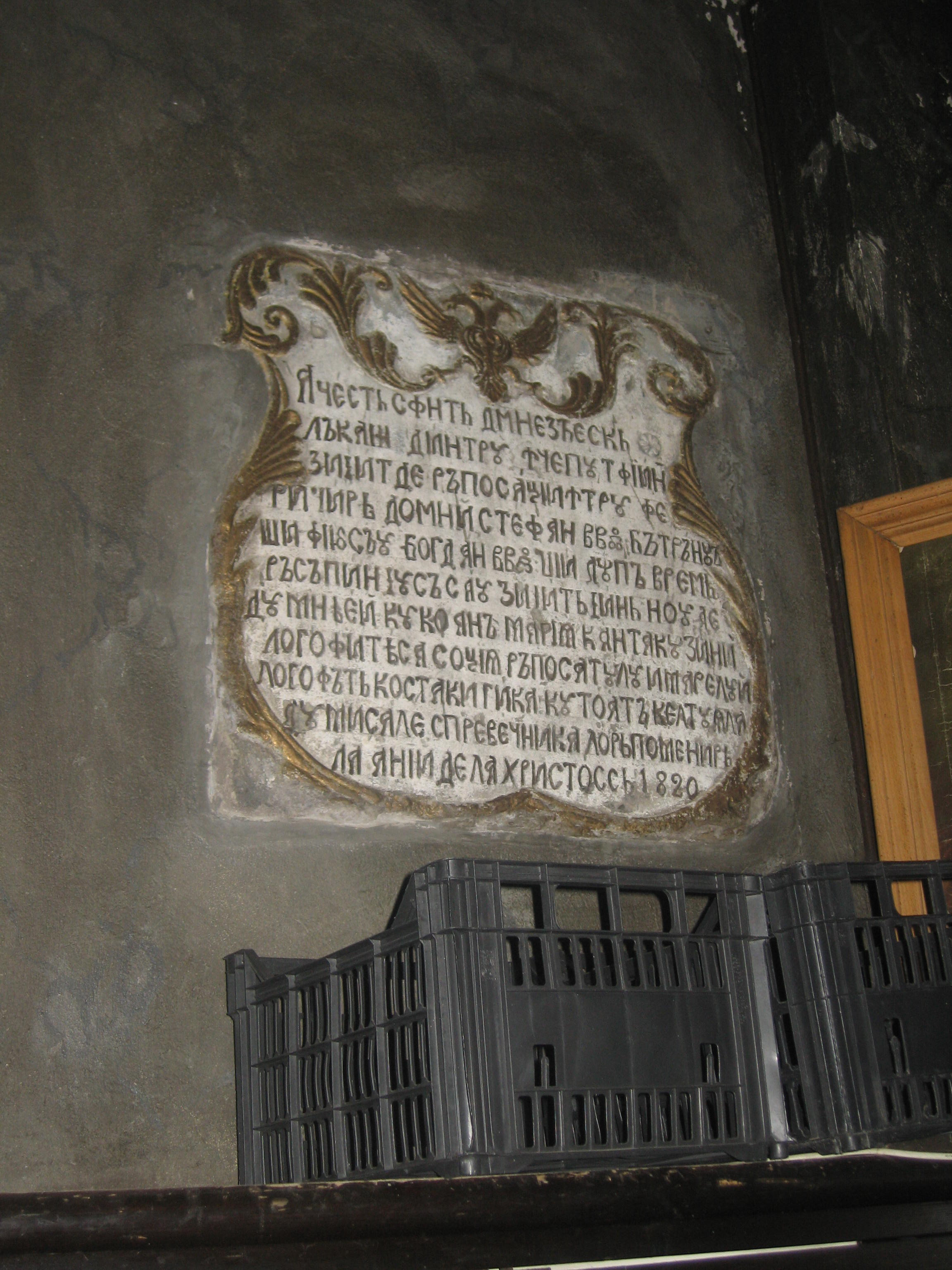
Pisania pusă de Maria Cantacuzino (1820)

Aflat în trecere prin Moldova ca secretar al patriarhului Macarie al Antiohiei, arhidiaconul Paul de Alep scria în anul 1650 următoarele: “În Vaslui se află palatele, băile, locurile de plimbare, precum marea și superba biserică, cu o cupolă zveltă și foarte înaltă. Jur împrejurul bisericii sunt bolți și arcuri pictate și icoane ale tuturor sfinților. La ușa de la intrare, pe peretele inferior e pictată scena Judecății din Urmă, în aur și azur. După ele sunt picturi în alt gen: acestea sunt figuri de turci acoperiți pe cap, cu turbane și cealamale albe, cu caftane lungi și verzi, târându-se spre iad, cu mânicile lor largi și lungi, cu învelitoarele lor de lână galbenă. În mijlocul interior al cupolei sau în baldachin e o mare strană, unde e tronul Domnului. Afară, în pridvor, e un mare clopot”. 
În cursul secolelor XVII-XVIII, biserica din Vaslui a avut mult de suferit. La marele cutremur din 1802 turla de pe naos s-a crăpat de sus până jos. Edificiul s-a dărâmat complet în anul 1818, fiind necesară refacerea totală a bisericii. 
Biserica domnească din Vaslui a fost reconstruită în anul 1820 cu cheltuiala cucoanei Maria Cantacuzino, văduva marelui logofăt Costache Ghica. Lucrările de reconstrucție s-au făcut după planul inițial, fiind adăugate un pridvor și un turn clopotniță. Nu s-a mai reconstruit turla existentă anterior și pe care o menționase Paul de Alep. De asemenea, s-a demantelat peretele care separa pronaosul de naos. În corpul pridvorului s-au amplasat o serie de pietre profilate existente anterior în zidul bisericii (probabil în peretele despărțitor dintre pronaos și naos). Cu acest prilej, în colțul de sud-vest al pronaosului a fost amplasată o pisanie în limba română cu caractere chirilice, având următorul cuprins: "Acestŭ sf(â)ntŭ și d(u)mnezăescŭ lăcaș dintru început fiind zidit de răposatul întru fericirea domn Ștefan V.V. bătrănul și fiiul său Bogdan V.V. și după vremea răsăpindusă sau ziditŭ dinŭ nou de dumneaei cucoană Mariea Cantacuzini logofiteasa, soțiea răposatului marelui logofătŭ Costachi Ghica, cu toată cheltueala dumisale, spre vecinica lorŭ pomenirea la anii de la Hristossŭ 1820". La partea superioară a inscripției se află stema familiei Cantacuzino.
Biserica a fost reparată între anii 1889-1890 și pictată în frescă în 1894 de către George Ioanid, elev al pictorului Gheorghe Tătărăscu.  În 1908, Episcopia Hușilor cerea autorităților să aprobe restaurarea turnului clopotniță. Comisia Monumentelor Istorice a efectuat cercetări în anul 1912 în scopul restaurării bisericii, dând jos tencuiala exterioară din anul 1820 și scoțându-se la iveală existența cărămizilor, a discurilor și butonilor cu smalț. Lucrările de restaurare s-au efectuat în perioada 1914-1928, fiind coordonate în perioada 1923-1925 de arhitectul Nicolae Ghica-Budești.  S-a demolat pridvorul adăugat la 1820, în zidul său găsindu-se fragmente de piatră cioplită provenind de la ușa principală din vremea lui Ștefan cel Mare. Cu ajutorul acestor pietre s-a putut reconstitui ușa de intrare, aflată pe zidul de apus.
Cutremurul din 10 noiembrie 1940 a dus la degradarea picturii, care a fost reparată de zugravul Sebastian Constantinescu. Picturile au fost curățate în 1986. 
În primul deceniu al secolului al XXI-lea, Biserica domnească din Vaslui avea nevoie de lucrări de consolidare și renovare. Structura sa de rezistență era afectată, cupolele erau crăpate, acoperișul nu prezenta siguranță, mobilierul era putred și mâncat de carii, iar geamurile din fier aveau nevoie urgentă de reparații. În anul 2010 era programat să înceapă un amplu proiect, care urma să fie finanțat cu fonduri de la Ministerul Culturii și Cultelor. Acel proiect prevedea renovarea capitală a clădirii bisericii și amenajarea peisagistică a zonei. Lucrările de reabilitare a bisericii presupun renovarea picturilor de pe catapeteasmă, reabilitarea și schimbarea acoperișului, consolidarea zidurilor bisericii, reabilitarea picturilor vechi de sute de ani și schimbarea mobilierului. 

## Descrierea bisericii

### Arhitectură
Biserica "Sf. Ioan" din Vaslui este construită în stilul arhitectonic moldovenesc din vremea lui Ștefan cel Mare. Ea are formă de cruce, cu abside laterale și absida altarului de formă semicirculară. Inițial avea și o turlă deasupra naosului, dar aceasta nu a mai fost reconstruită în 1820.
Edificiul a fost construit din piatră brută, ulterior adăugându-se și piatră de talie și cărămidă, iar ca liant a fost folosit mortarul din var alb, în amestec cu cărămidă pisată. La începutul secolului al XX-lea, pereții de deasupra soclului au fost restaurați cu piatră alternând cu cărămidă. Bolțile și pandantivii sunt executate din tuf calcaros. La partea superioară a navei sunt două șiruri de ocnițe (una din rândul de jos corespunzând la două din rândul de sus). Pe absidele laterale și absida altarului sunt arcaturi mari și rândul de ocnițe mici (care înconjoară biserica de jur-împrejur ca un brâu). Între brâul de ocnițe și cornișă se află două șiruri de discuri smălțuite de diferite culori și cu ornamente in relief (discul solar, stema Moldovei, animale fantastice ș.a.).  Acoperișul este simplu, în doua ape, având învelitoare de țiglă roșie. În trecut, aceasta era din șiță. 
Printre trăsăturile care o deosebesc de alte construcții ecleziastice ștefaniene sunt de remarcat următoarele:
- pronaosul este supralărgit, această lărgire fiind marcată în exterior printr-un decroș și determinând dispariția contraforturilor din partea de apus a absidelor laterale. [10] În analiza arhitecturii acestei biserici există mai multe puncte de vedere ale specialiștilor cu privire la proveniența acestui element arhitectonic. Astfel, Gheorghe Balș susținea că supralărgirea pronaosului s-ar datora unor influențe de la Muntele Athos, în timp ce Virgil Vătășianu susține că există unele asemănări cu bisericile sârbești, neexcluzând ca acest aspect să fie de proveniență autohtonă, fără vreo influență din țările învecinate.  [11]
- lipsa contraforturilor de pe latura de vest a pronaosului;
- existența contraforturilor de piatră cioplită de dimensiuni mari în dreptul diaconului și proscomidiarului, marcând decroșul absidei altarului.

În lăcașul de cult se intră prin două uși: una situată pe latura vestică și alta prin care se intră în diaconicon. Ușa de intrare de pe latura de apus are un ancadrament cu muluri terminate în arc frânt. Interiorul este luminat prin șapte ferestre. Pe latura sudică și nordică a pronaosului se află câte două ferestre mari, terminate în arc frânt. Pe lângă acestea, în cele trei abside se mai află trei ferestre mici, dreptunghiulare, având la partea superioară baghete încrucișate în stil gotic. 
Interiorul bisericii este compartimentat în trei încăperi: pronaos, naos și altar. Pronaosul este supralărgit. Naosul are două abside laterale de formă semicirculară. Absida altarului este decroșată față de naos, iar prin amplasarea avansată a catapetesmei s-au format cele două nișe: proscomidiarul și diaconiconul.

### Iconografie
În trecut, după cum relatează unii călători străini, Biserica "Sf. Ioan" din Vaslui a fost pictată atât în interior, cât și pe pereții exteriori. Pictura interioară data din vremea lui Ștefan cel Mare, în tiomp ce pictura exterioară pare a fi realizată, după toate probabilitățile, în vremnea lui Petru Rareș. 
Un călător polonez menționa în anul 1636 că biserica din Vaslui este "zugrăvită atât în interior, cât și pe dinafară". Aflat în trecere prin Moldova ca secretar al patriarhului Macarie al Antiohiei, arhidiaconul Paul de Alep descria în anul 1650 astfel pictura exterioară: “Jur împrejurul bisericii sunt bolți și arcuri pictate și icoane ale tuturor sfinților. La ușa de la intrare, pe peretele inferior e pictată scena Judecății din Urmă, în aur și azur. După ele sunt picturi în alt gen: acestea sunt figuri de turci acoperiți pe cap, cu turbane și cealamale albe, cu caftane lungi și verzi, târându-se spre iad, cu mânicile lor largi și lungi, cu învelitoarele lor de lână galbenă.”.  Tot Paul de Alep menționează și pictura murală interioară, fiind impresionat îndeosebi de Iisus Pantocrator din cupola naosului. 
Biserica a fost reparată între anii 1889-1890 și pictată în frescă în 1894 de către George Ioanid, elev al pictorului Gheorghe Tătărăscu.  Cutremurul din 10 noiembrie 1940 a dus la degradarea picturii, care a fost reparată de zugravul Sebastian Constantinescu. Picturile au fost curățate în 1986. 

## Morminte în curtea bisericii
În jurul bisericii a existat un cimitir, păstrat în prezent doar în partea de est a curții. Cu prilejul săpăturilor arheologice efectuate în 1958 pe locul vechii curți domnești din preajma Bisericii "Sf. Ioan" s-a descoperit o lespede funerară din anul 1515 cu următoarea inscripție în limba slavonă: "[...] Vornicul care a fost ucis la Vaslui mai în jos de iaz și a fost îngropat aici în anul 7023, luna ianuarie [...]". 
Micul cimitir aflat în partea de est a curții conține câteva pietre funerare din secolele al XIX-lea și al XX-lea, aparținând foștilor proprietari și moștenitori ai domeniului Ghica de la Vaslui. Dintre acestea, monumentul funerar de fontă al lui Pavel și Elena Șubin, datând din 1854-1889, este înscris în Lista monumentelor istorice din anul 2015 din județul Vaslui la numărul 427, având codul de clasificare VS-IV-m-B-06901.  Pe monument se află următoarea inscripție în limba română cu caractere chirilice: "Vecinicŭ repausŭ lui Pavel Șubin, născutŭ la 13 octomvri 1795, reposatŭ la 26 augustŭ 1854.".

## Imagini

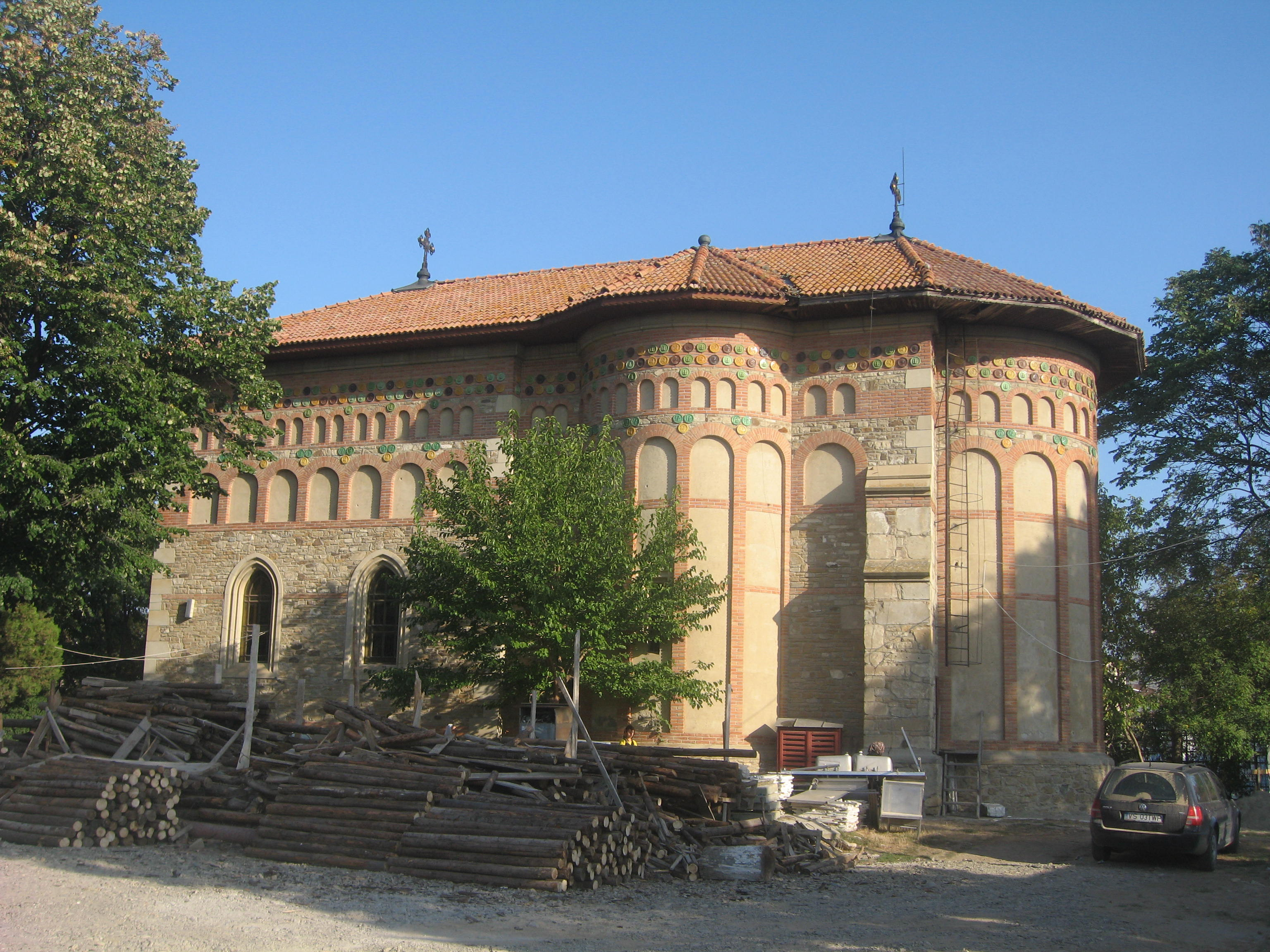
Biserica "Sf. Ioan" din Vaslui - latura sudică
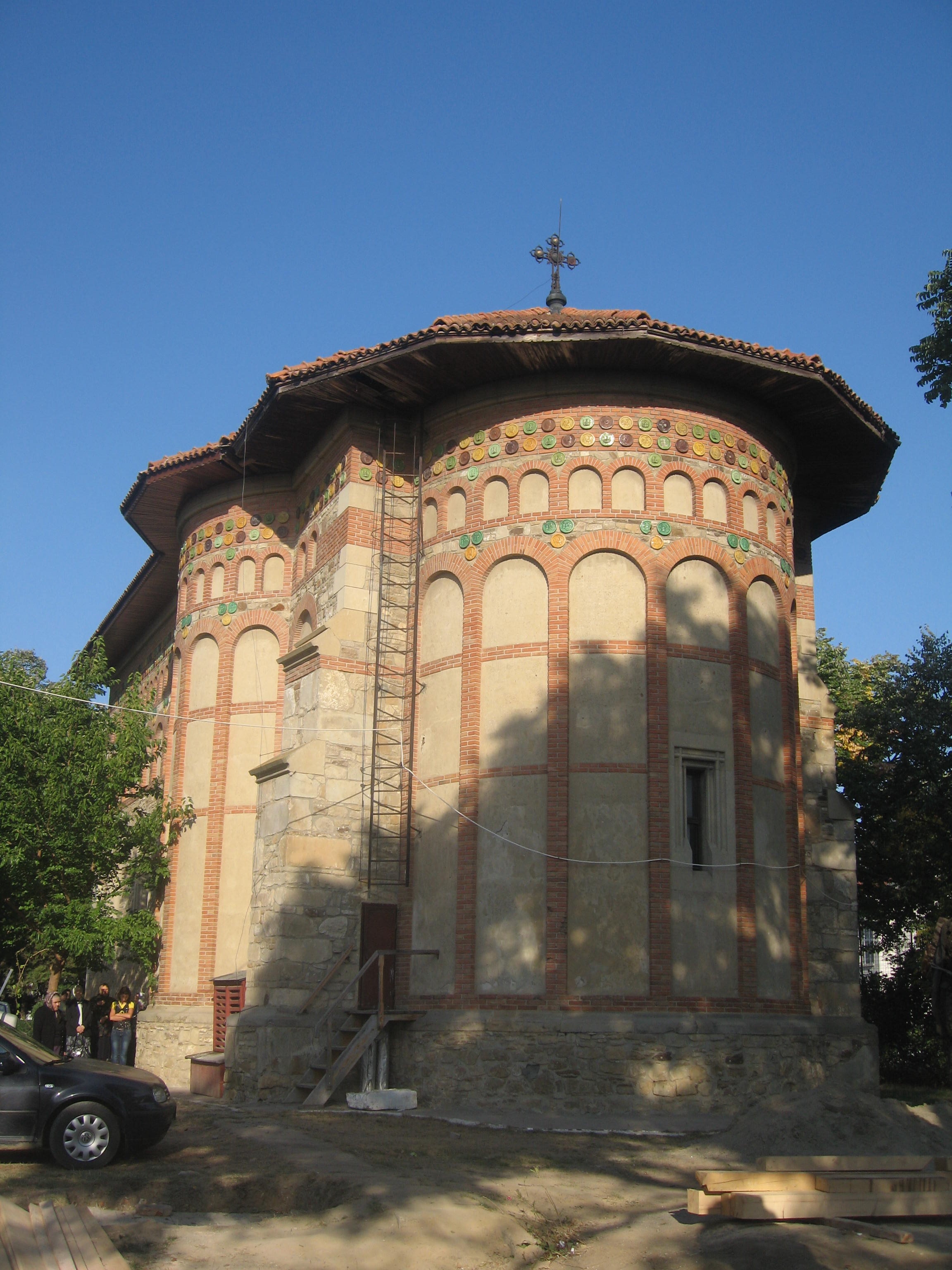
Biserica "Sf. Ioan" din Vaslui - vedere dinspre est
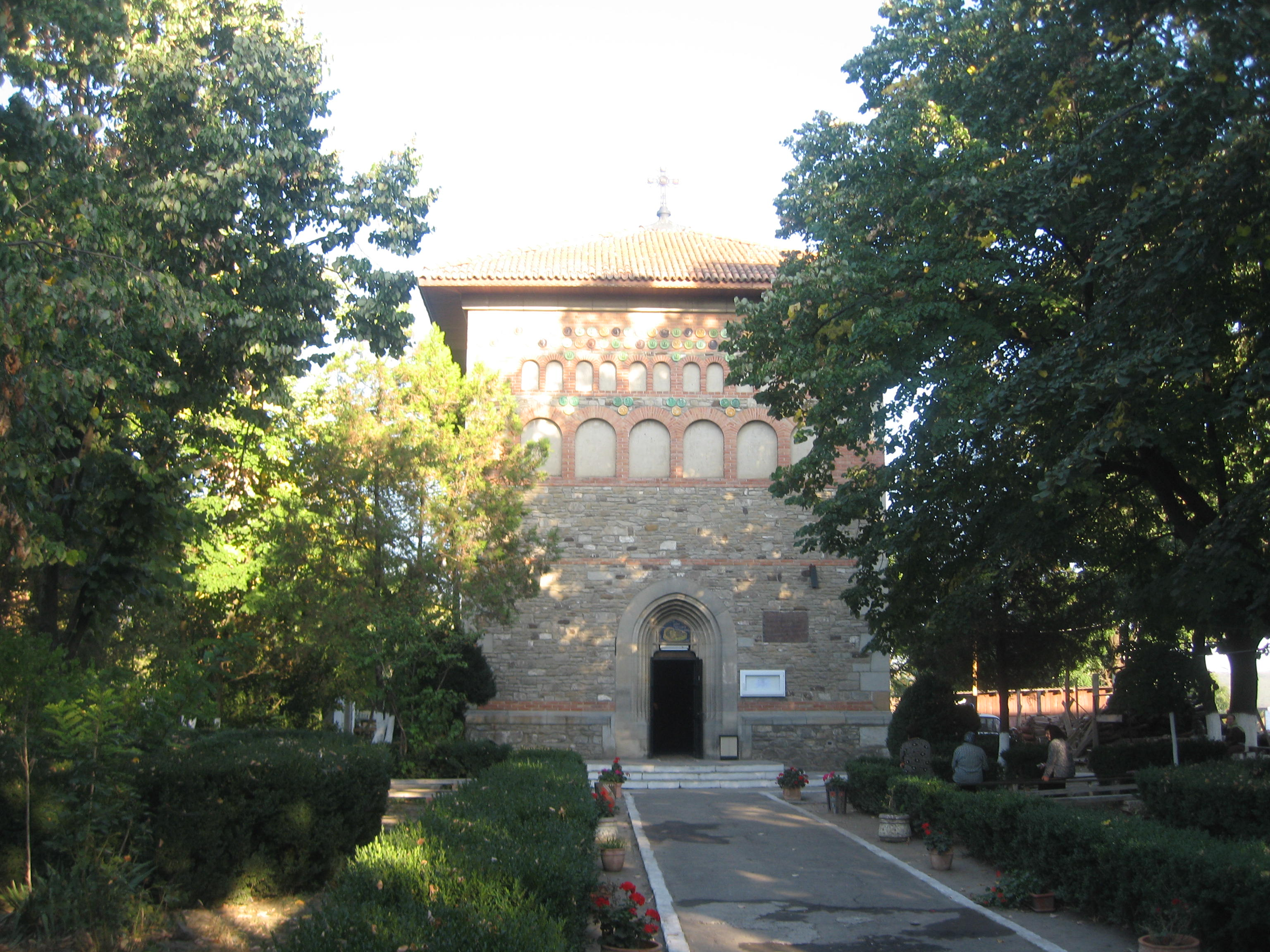
Biserica "Sf. Ioan" din Vaslui - vedere dinspre vest
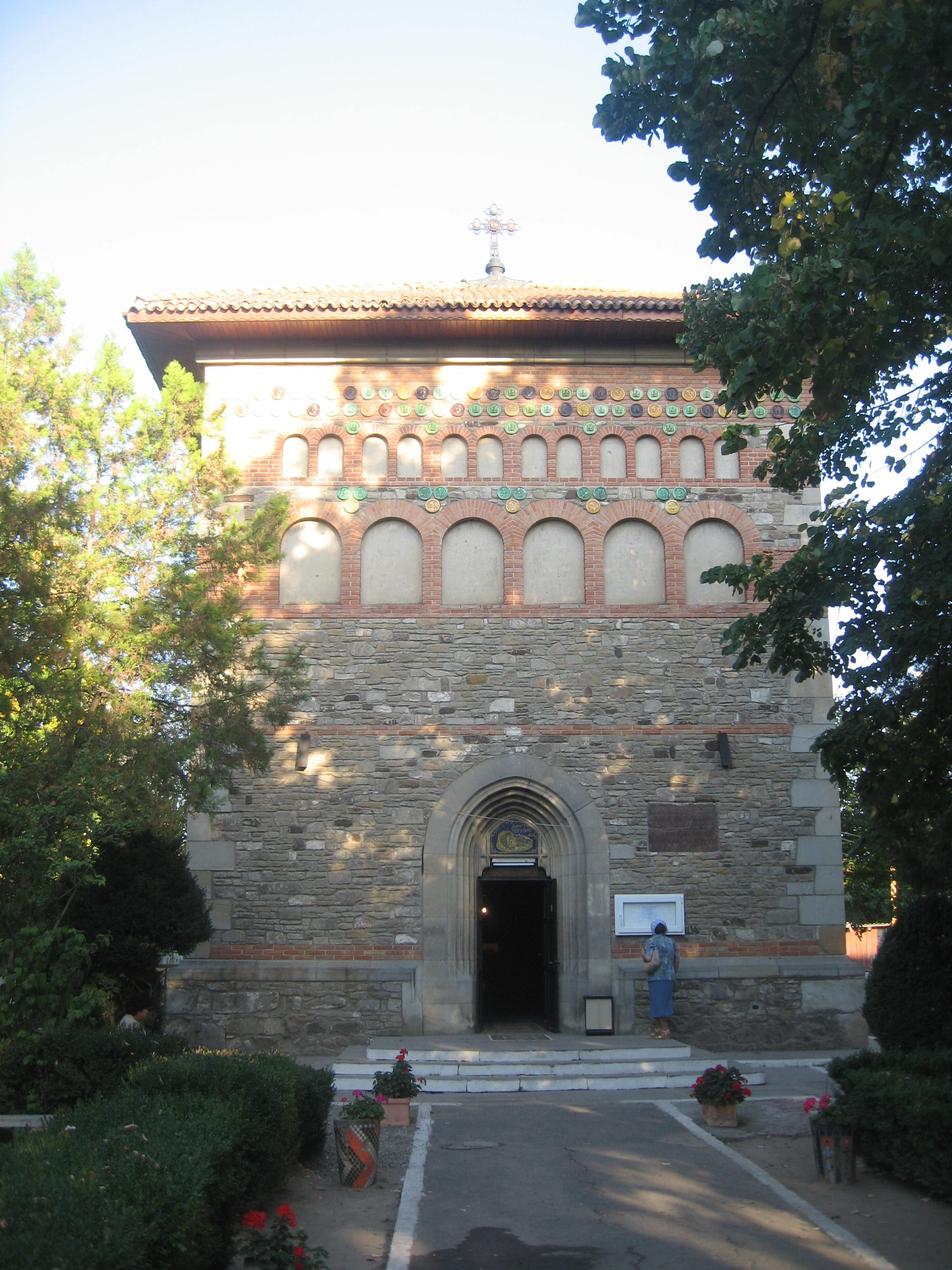
Biserica "Sf. Ioan" din Vaslui - latura vestică
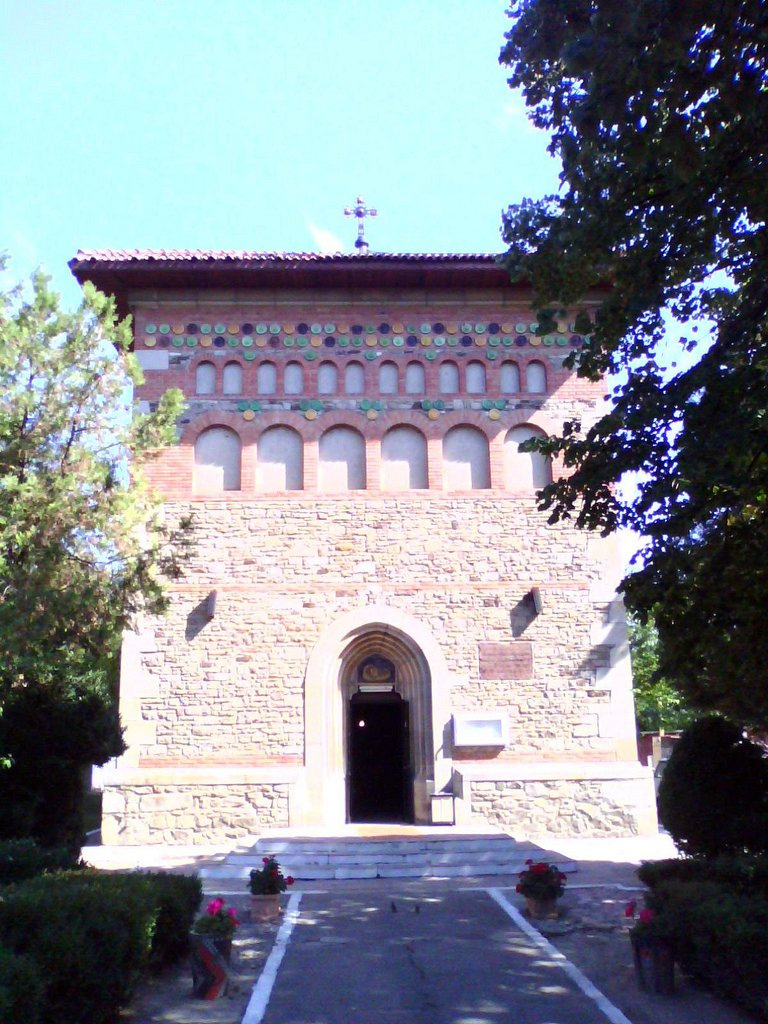
Biserica "Sf. Ioan" din Vaslui - latura vestică
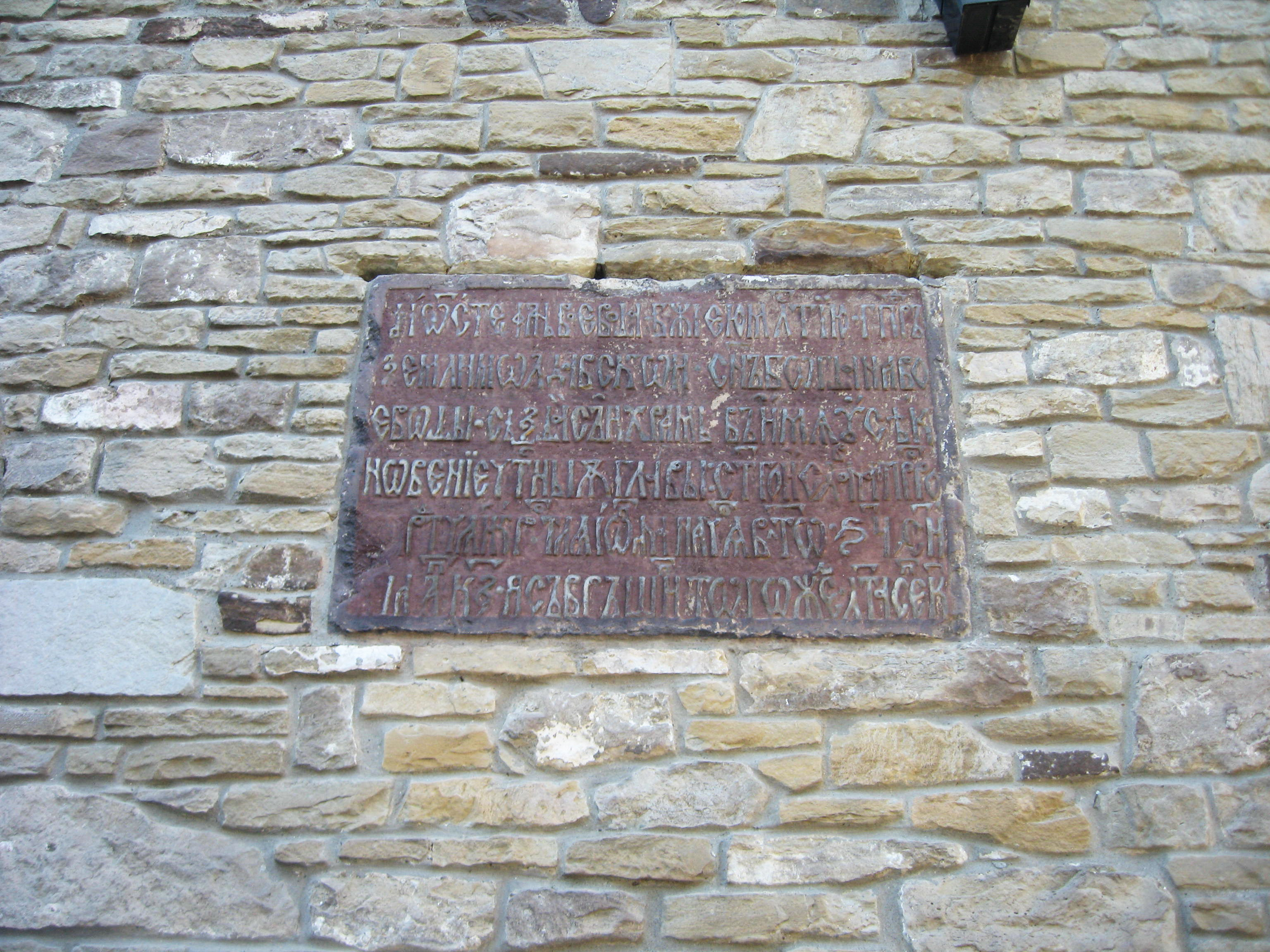
Pisania pusă de Ştefan cel Mare (1490)
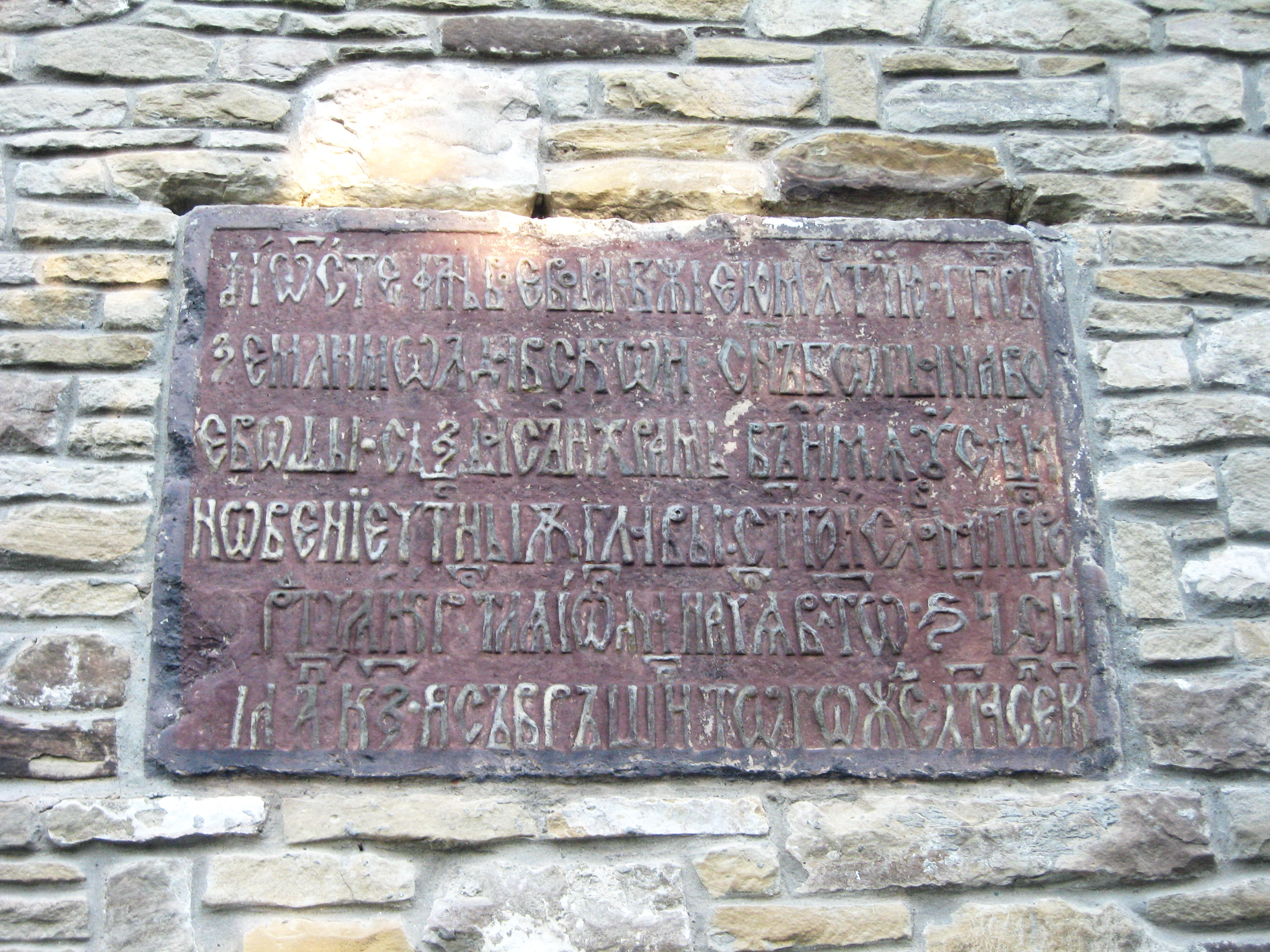
Pisania pusă de Ştefan cel Mare (1490)
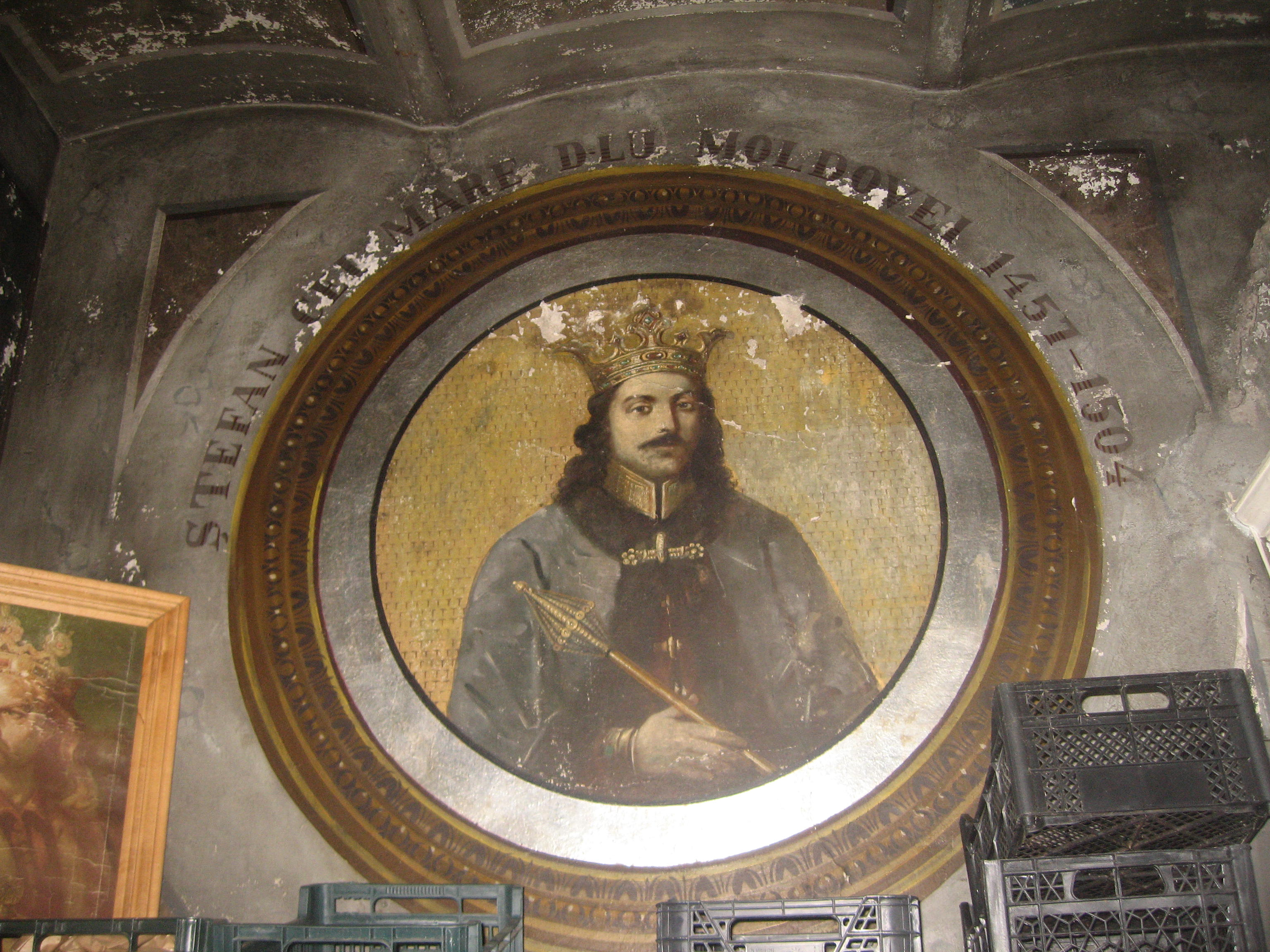
Ştefan cel Mare, pictat pe peretele vestic al pronaosului
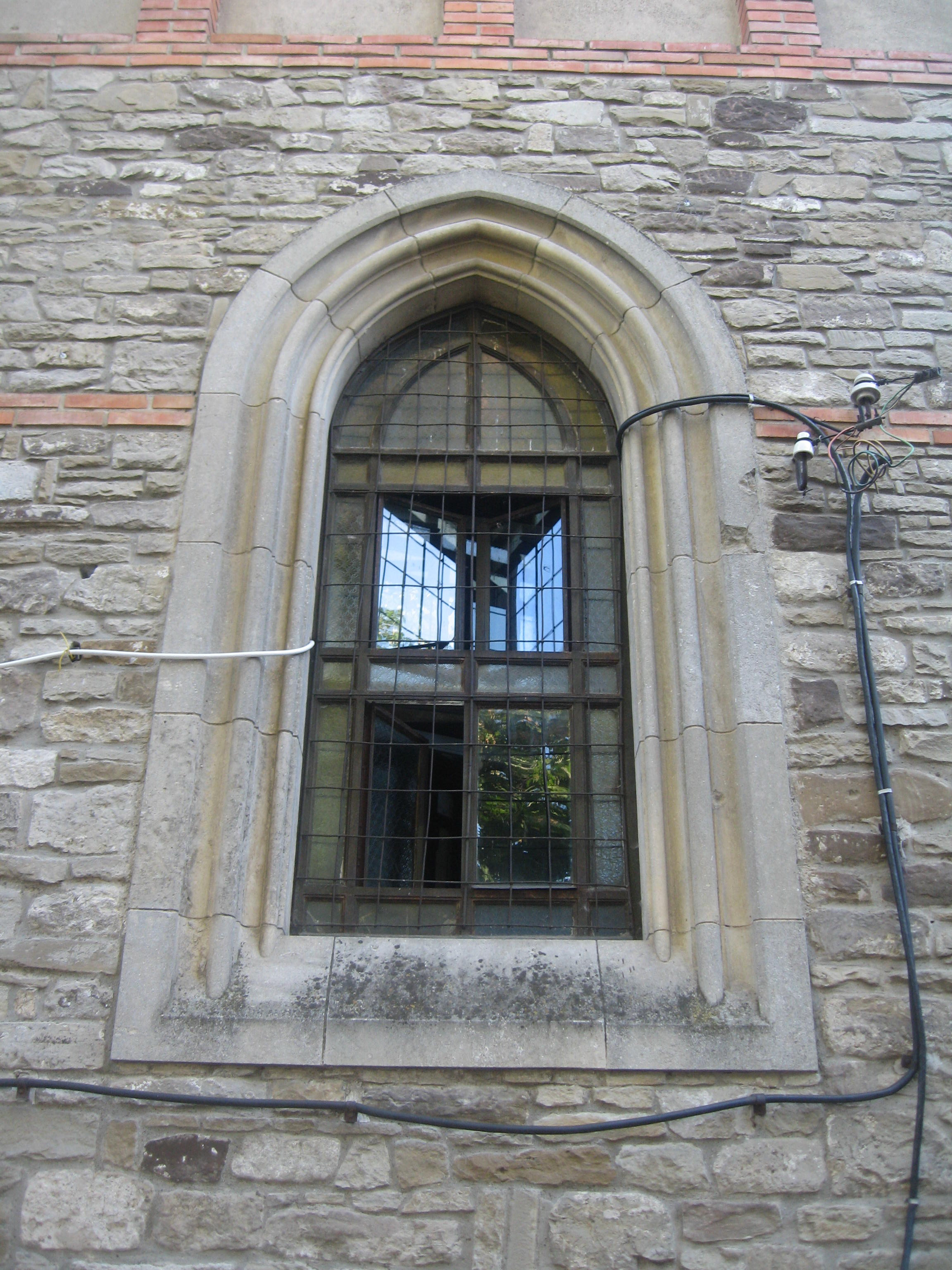
Fereastră cu ancadrament cu muluri
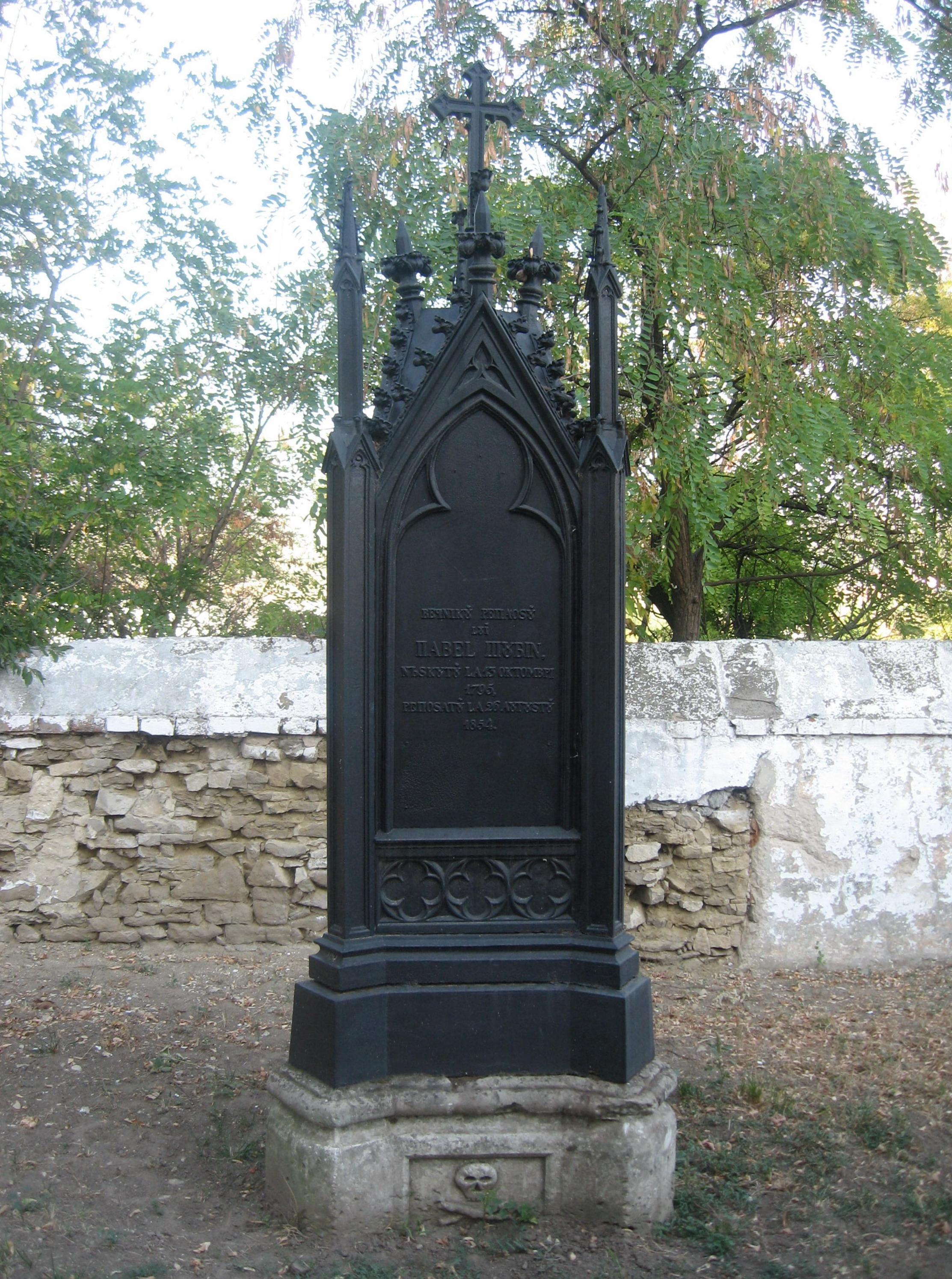
Monumentul funerar al lui Pavel Şubin
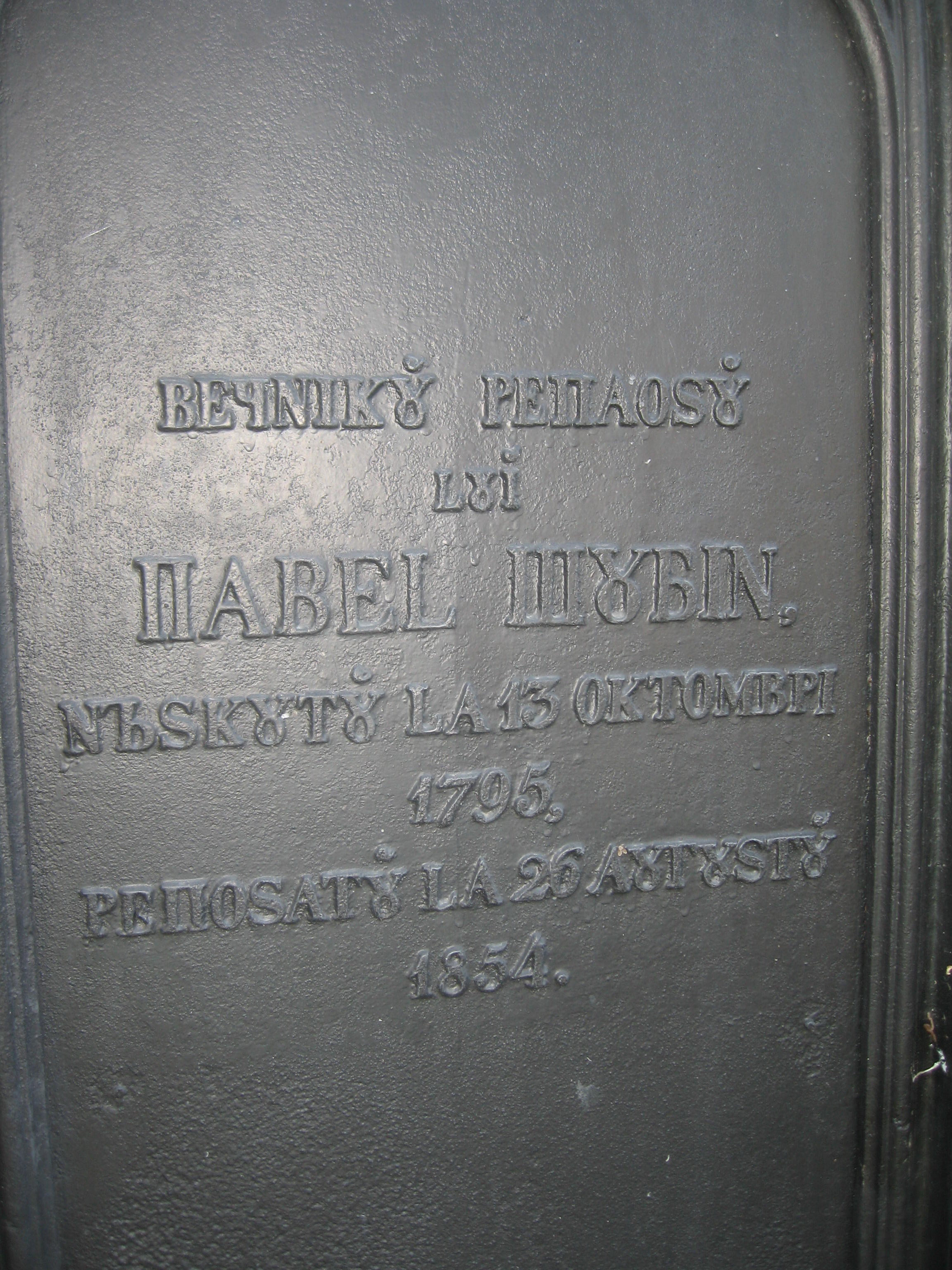
Inscripţia de pe monumentul funerar al lui Pavel Şubin